# Atari Jaguar
Atari Jaguar – konsola gier wideo piątej generacji produkcji Atari, która została wydana w listopadzie 1993 roku w USA, we wrześniu 1994 roku w części krajów europejskich i w grudniu 1994 roku w Polsce.
Po premierze w listopadzie 1993 została dobrze przyjęta w prasie fachowej, jednak z powodu złej polityki Atari (m.in. brak gier) poniosła porażkę rynkową: sprzedano prawdopodobnie mniej niż 250 000 egzemplarzy. Niektóre źródła podają, że co prawda wyprodukowano 225 tysięcy, ale sprzedano tylko 125 tysięcy (stan na koniec 1995 roku). W zamierzeniu konsola miała być rywalem produktów Sega Genesis i Super Nintendo Entertainment System, lecz przyczyniła się do odejścia firmy Atari z rynku sprzętu komputerowego. Ponad 110 projektów będących w fazie produkcji nigdy nie zostało wydanych.

## Historia
Jaguar był ostatnią konsolą do gier sprzedawaną przez firmę Atari Corporation. Wcześniej firma Flare Technology, założona przez Martina Brennana i Johna Mathiesona, stwierdziła, że nie tylko jest w stanie stworzyć konsolę do gier lepszą od konkurujących Genesis i SNES-a, ale że również jest w stanie stworzyć produkt ekonomiczny. Zachęcona pracami nad konsolą Konix Multisystem firma Atari namówiła założycieli do zamknięcia Flare i, przy wkładzie finansowym Atari, założenia przedsiębiorstwa nazwanego później Flare II.
Firma ta początkowo zajęła się projektami dwóch konsoli do gier dla Atari. Jedna z nich (o nazwie kodowej Panther) była systemem 32-bitowym, druga – 64-bitowa – to Jaguar. Prace nad drugim urządzeniem postępowały o wiele szybciej, niż się spodziewano, więc Atari zadecydowało o zamknięciu projektu Panther i skoncentrowało się na bardziej obiecującej technologii 64-bitowej.
Konsola sprzedawana była od listopada 1993 a sprzedaż konsoli odbywała się na mocy porozumienia produkcyjnego zawartego z firmą IBM i opiewającego na kwotę 500 milionów dolarów. Początkowo system rozprowadzany był tylko w Nowym Jorku i miastach zatoki San Francisco. Na rynek ogólnoamerykański konsolę wprowadzono na początku roku 1994.

Logo konsoli

System sprzedawano posługując się sloganem reklamowym „Do the Math” – „Policz sam”, zaś centralnym punktem kampanii była wyższość Jaguara nad urządzeniami 16-bitowymi. Początkowo konsola sprzedawała się dobrze pozostawiając w tyle szeroko rozreklamowane 3DO Interactive Multiplayer, które na rynku pojawiło się w okresie urlopowym roku 1993. Jednak gry dostępne w momencie premiery, a raczej ich jakość, spowodowały, że za konsolą przez cały czas ciągnęła się reputacja urządzenia nie posiadającego dobrego zestawu tytułów. Pierwszym sukcesem okazał się dopiero Tempest 2000, po którym na rynku pojawiły się Doom i Wolfenstein 3D. Największą popularność zdobył Alien vs. Predator, lecz żadna z gier nie     ukazała w pełni możliwości Jaguara.
Przez cały okres sprzedaży istniała względnie mała liczba gier dla konsoli, co spowodowane było kiepskim marketingiem Atari, błędami i niedoróbkami w samym sprzęcie, a także niezadowalającymi narzędziami dla programistów. Przykładem niedociągnięć konstrukcyjnych przywoływanych przez deweloperów jest wada kontrolera pamięci, która uniemożliwia wykonywanie kodu GPU bezpośrednio z RAM, a jedynie z pamięci podręcznej; zmuszało to programistów do dzielenia programu na segmenty o wielkości 4 KB (rozmiar cache) i ich kolejne ładowanie do pamięci podręcznej GPU. Brak było początkowo kompilatorów języka C, istniały tylko prymitywne makroasemblery; dokumentacja i przykłady dla programistów były ubogie. Klienci narzekali z kolei na zbytnie skomplikowanie konstrukcji gamepada wyposażonego w ponad piętnaście przycisków.
Pod koniec roku 1995, po pojawieniu się na rynku konsolowym Sony PlayStation i Sega Saturn, los Jaguara wydawał się być przesądzony. W jednym z wywiadów Jack Tramiel, prezes Atari, przekonywał, że Jaguar znacznie przewyższał swoimi możliwościami technicznymi Saturna (co było nieprawdą) i nieznacznie tylko ustępował PlayStation. Przewidział również cenę PlayStation na około 500 dolarów, twierdząc, że cena mieszcząca się między 250 a 300 dolarów byłaby nieuczciwie zaniżona, co Atari mogłoby zaskarżyć (choć firma nigdy nie zdecydowała się na to posunięcie). Wypowiedzi Tramiela zostały umieszczone na trzecim miejscu rankingu „The 25 dumbest moments in gaming” sporządzonego przez serwis GameSpy.
Ostatnim wysiłkiem mającym uratować Jaguara było szerokie propagowanie faktu, że urządzenie to było jedynym systemem 64-bitowym. Gracze zorientowani w technice podawali tę kwestię w wątpliwość: niektórzy twierdzili, że główne „64-bitowe koprocesory” urządzenia nie były niczym więcej jak tylko akceleratorami graficznymi (o ograniczonej zresztą możliwości programowania), które musiały być nadzorowane przez pozostałe układy konsoli. Główny procesor graficzny Jaguara operował instrukcjami 32-bitowymi, zaś 16-bitowa jednostka zarządzająca – Motorola 68000 – była układem obecnym na rynku od dłuższego już czasu. Przeciwnicy tego stwierdzenia argumentowali, że sama obecność 64-bitowych chipów była wystarczającym dowodem zasadności stwierdzeń producenta. Jako element kampanii promocyjnej w roku 1996 Atari prezentowało w godzinach porannych reklamową informację, podczas której rozentuzjazmowani sprzedawcy zachwalali walory konsoli. Mimo że programy te pojawiały się przez rok, nie spowodowały wzrostu sprzedaży.
W trakcie sprzedaży konsoli Atari zapowiedziało powstanie dodatkowych peryferiów, lecz na półki sklepowe trafił tylko napęd CD-ROM, o nieco większej pojemności niż standardowe CD, zwany Atari Jaguar CD oraz JagLink – prosty interfejs umożliwiający grę sieciową na dwóch urządzeniach. Wprawdzie wyprodukowano prototypowe egzemplarze modemu i hełmu Virtual Reality, ale prototypy te nie ujrzały światła dziennego w postaci pełnoprawnych produktów.
Produkcja konsoli została zatrzymana po połączeniu firmy Atari drogą odwrotnego przejęcia z firmą JT Storage. Po wykupieniu majątku Atari pod koniec lat 90. przez Hasbro Interactive, nowy właściciel udostępnił tajniki kodu Jaguara, otwierając tym samym drzwi domorosłym twórcom oprogramowania. Kilka firm, takich jak Telegames i Songbird Productions, wypuściło na rynek nie tylko niegdyś porzucone projekty, ale również serię nowych tytułów, zaspokajając tym samym apetyt wielbicieli konsoli.
Jakiś czas później firma Imagin Systems, producent przyrządów do obrazowania dentystycznego, zakupiła od Atari formy do wykonywania odlewów jednego z elementów obudowy konsoli, gdyż rozmiar elementu był odpowiedni do umieszczenia wewnątrz kamery.
W Polsce, konsolę wydano w grudniu 1994 roku z grą Cybermorph w zestawie a jej sprzedażą zajmowało się trzech autoryzowanych dystrybutorów - ATAR System, Consumer Electronics Trade i Mirage Media. Ze względu na wysoką cenę gier i konsoli, istniała możliwość zakupu konsoli na raty, abonamentu na wszystkie gry oraz wypożyczania kartridży. Urządzenie było bardzo promowane w czasopismach komputerowych a szczególnie w tych należących do CGS Computer Studio.  W czasie premiery była to jedyna gra telewizyjna na terenie Polski posiadająca oficjalne świadectwo homologacji, świadczące o niezakłócaniu innych urządzeń radiowo-telewizyjnych. W październiku 1995 pojawił się napęd CD, natomiast podstawowa konsola staniała. W marcu 1996 roku, po ogłoszeniu przejęcia przez JT Storage, zaproponowano kolejną zniżkę. Po latach, Tomasz Mazur - prezes Mirage, przyznał że konsola nie była ani porażką ani sukcesem. Za główne przyczyny niepowodzenia sprzętu uznał globalne błędy Atari, brak możliwości utworzenia sprawnej sieci sprzedaży oraz niewielkie możliwości promocji poza czasopismami. 

## Automaty do gier
Atari wydało licencję na wykorzystywanie chipsetu konsoli w automatach do gier. W systemie, ochrzczonym nazwą „COJAG” (Coin-Op Jaguar) zrezygnowano z procesora Motorola 68000 na rzecz Motorola 68020 lub SGI R3K (zależnie od wersji) i dodano dysk twardy oraz więcej pamięci. Uruchamiane na nim gry to między innymi obsługiwane pistoletem tytuły Area 51 i Maximum Force. Inne tytuły (3 On 3 Basketball, Fishin' Frenzy, Freeze The Cat, czy Vicious Circle) nie zostały udostępnione.

## Architektura i dane techniczne
Układy scalone

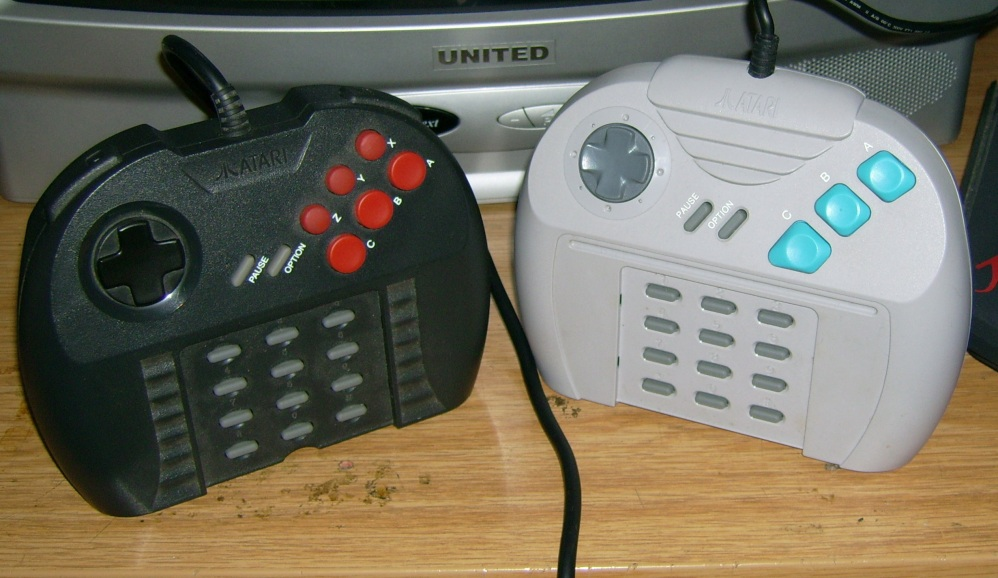
Kontrolery podłączane do konsoli. Po lewej Jaguar ProController, po prawej dopasowany stylistycznie do linii stylistycznej Atari ST Power Pad – kontrolerów tych można było używać też z komputerami serii STE i nowszymi.

- „Tom” – (26,59 MHz) zawierający trzy procesory wideo:
  - GPU (Graphics Processor – 32-bit z 64-bitowym dostępem do pamięci i dodatkowymi 64-bitowymi instrukcjami do przetwarzania grafiki, architektura RISC, 4 KB wewnętrznej pamięci podręcznej) w pełni programowany, służący np. do wyliczania geometrii sceny 3D
  - Jaguar Blitter (64-bit) – szybkie operacje logiczne, obsługiwanie bufora Z, cieniowanie Gourauda, teksturowanie i inne efekty; wraz z GPU generuje bitmapy (obiekty) do wyświetlenia.
  - Object Processor (64-bit) – programowalny (poprzez tzw. Display List, opisującą każdą ramkę obrazu) procesor grafiki 2D; pobiera z pamięci dane piksela bitmap (w terminologii Atari – obiektów) 1,2,4,8 lub 16 bitowych, konwertuje ich format (w razie potrzeby) do 16-bitowego (według palet barw), realizuje efekty np. nałożenia na siebie bitmap, przezroczystości, skalowania itp., następnie kieruje przetworzone dane do nienazwanego układu wyświetlania, którym bezpośrednio steruje. Układ wyświetlania akceptuje tylko piksele 16-bitowe w formacie 5:6:5 RGB lub unikatowym 4:4:8 CRY (ang. cyan, red, intensity), ułatwiającym cieniowanie Gourauda. W obu formatach szesnasty (najmniej znaczący) bit piksela może być alternatywnie wykorzystany do sterowania genlockiem lub określania przestrzeni kolorów dla każdego piksela oddzielnie.
  - 64-bitowy kontroler pamięci DRAM
- „Jerry” – częstotliwość 26,59 MHz:
  - Jaguar DSP (32-bit z 16-bitowym dostępem do pamięci), ten sam podstawowy zestaw instrukcji co GPU (rozszerzony o instrukcje we/wy oraz do przetwarzania dźwięku zamiast graficznych), 8 KB wbudowanej pamięci podręcznej, bezpośredni dostęp do dwóch przetworników cyfrowo-analogowych i układów we/wy; realizuje odtwarzanie dźwięku i komunikację przez złącze rozszerzeń oraz z przystawką CD-ROM.
  - zestaw timerów (liczników czasu) i układ UART
  - kontroler joysticków
- procesor Motorola 68000 16/32-bit – ogólny procesor sterujący, częstotliwość 13,295 MHz.

Inne cechy:
- pamięć RAM uwspólniona – 2 MB, szyna 64-bitowa; wykorzystano cztery 16-bitowe kości DRAM działające w trybie „fast page” (FPM),
- nośnik (kartridż) – pojemność do 6 MB (teoretycznie), 4 MB (praktycznie – ograniczenie zestawów developerskich)
- przepustowość magistrali: 106,4 MB/s